# Off-Label-Use
Off-Label-Use (englisch) bezeichnet die Verordnung eines Fertigarzneimittels außerhalb des durch die Arzneimittelbehörden zugelassenen Gebrauchs. Die Verwendung kann im Anwendungsgebiet oder der Anwendungsart von der Arzneimittelzulassung abweichen. Im Deutschen spricht man dabei von zulassungsüberschreitender Anwendung.
Zulassungsanträge für neue Arzneimittel sind aus verschiedenen Gründen oftmals sehr eng gefasst. Zudem sind Anträge der Pharmaunternehmen auf Zulassungserweiterungen bei den Arzneimittelbehörden selten. Grund dafür sind oft die hohen Kosten für die geforderten klinischen Studien. Die Gesetzgeber in Deutschland und Europa versuchen, dieser Entwicklung entgegenzuwirken – z. B. durch vereinfachte Zulassungsregelungen oder wirtschaftliche Anreize wie etwa eine verlängerte Schutzfrist bei Zulassung für Kinder (Vergünstigungen für Zulassungen für Kinder).

## Anwendungsgebiete
In vielen medizinischen Bereichen wird ein Großteil von Medikamenten off-label angewendet, vor allem in der Kinderheilkunde und der Onkologie. Ein bekanntes Beispiel aus der Gynäkologie war lange Zeit die Geburtseinleitung mit Misoprostol, das bis 2021 nur zur Behandlung von Magen- und Zwölffingerdarmgeschwüren arzneimittelrechtlich zugelassen war. Für viele seltene Erkrankungen sind keine zugelassenen Medikamente verfügbar.

## Haftung
Die behandelnden Ärzte haften bei Off-Label-Use für die medizinische Richtigkeit sowie für eventuelle Nebenwirkungen. Die ärztlichen Fachgesellschaften empfehlen, Off-Label-Verordnungen nur auf Basis von gültigen Leitlinien, Empfehlungen oder von anerkannter wissenschaftlicher Literatur durchzuführen. An die Aufklärung der Patienten werden ebenfalls zusätzliche Anforderungen gestellt.
Auch im Falle des Off-Label-Use kann jedoch eine Haftungspflicht für das Pharmaunternehmen bestehen. Nach § 84 Abs. 1 Nr. 1  AMG haftet das Pharmaunternehmen, wenn es beim „bestimmungsgemäßen Gebrauch“ zu einem Schaden kommt. Der „bestimmungsgemäße Gebrauch“ ist aber nicht allein auf den Einsatz im Sinne der Zulassung beschränkt. Nach § 28 Abs. 3a kann der Arzneimittelhersteller nach der Zulassung beispielsweise zu Anwendungsbeobachtungen verpflichtet werden. Ein Unternehmen haftet dann auch, wenn es von der regelmäßigen Anwendung außerhalb der Zulassung hätte wissen und entsprechende Risikominimierungsmaßnahmen hätte ergreifen können.

## Kostenerstattung durch Krankenkassen
Die Erstattungsfähigkeit off-label verordneter Arzneimittel durch die gesetzlichen Krankenversicherungen (GKV) war immer wieder Gegenstand von Rechtsstreiten. In einem Grundsatzurteil des Bundessozialgerichts (BSG) vom 19. März 2002 (B 1 KR 37/00 R) wurden daher die Kriterien für eine Erstattung von Arzneimitteln außerhalb der zugelassenen Indikation (Off-Label-Use) durch die gesetzlichen Krankenversicherungen festgelegt: Es muss sich
1. um die Behandlung einer schwerwiegenden Erkrankung handeln, für die
2. keine andere Behandlung verfügbar ist und
3. auf Grund der Datenlage die begründete Aussicht auf einen Behandlungserfolg besteht.

Mit Urteil vom 4. April 2006 (B 1 KR 7/05 R) hat das Bundessozialgericht die Kriterien für den Off-Label-Use weiter verfeinert.
Das Bayerische Landessozialgericht unterschied mit dem Urteil vom 13. Juni 2006 ferner zwischen Off-Label-Use und einem Anspruch auf verfassungskonforme
Leistungserweiterung im Sinne eines Beyond-Label-Use. Es stellte fest, dass, um einen Anspruch auf Leistungserweiterung für die Weiterverwendung eines Medikaments für denselben Patienten, dasselbe Medikament und dieselbe Behandlung zu begründen, in besonderen Fällen konkrete Hinweise auf eine schwere Form einer Erkrankung hinreichend sein könnten. Im konkreten Fall der Weiterbehandlung eines ADHS-Patienten nach Vollendung des 18. Lebensjahrs sah das Landessozialgericht die Voraussetzungen für einen Anspruch auf Kostenerstattung jedoch als nicht gegeben an.